# Wadotes deceptis
Wadotes deceptis är en spindelart som beskrevs av Bennett 1987. Wadotes deceptis ingår i släktet Wadotes och familjen mörkerspindlar. Inga underarter finns listade i Catalogue of Life.